# Куттубаев, Асанкул Куттубаевич
Асанкул Куттубаевич Куттубаев (кирг.  Асанкул Куттубаев; 1914, с. Джыламыш(ныне Сокулукский район Чуйская область Кыргызстан) — 3 декабря 1994) — киргизский и советский актёр театра и кино. Заслуженный артист Киргизской ССР (1962).

## Биография
Родился в многодетной семье. Ребёнком остался без родителей. При поддержке старшего брата — киргизского режиссёра, драматурга Аманкула Куттубаева, начал играть роли второго плана в театральных постановках.
В 1936—1941 учился на актёрском факультете ГИТИСа. С 1941 — выступал в труппе Киргизского драматического театра (ныне — Кыргызский национальный академический драматический театр имени Т. Абдумомунова). Работал в Тянь-Шаньском (ныне Нарынском) муздрамтеатре.
Достигнув пенсионного возраста, Асанкул Куттубаев оставил игру в театре в звании заслуженного артиста Киргизской ССР. Однако, неожиданно для себя, стал получать приглашения на съёмки в кино и почти все свои кинороли сыграл уже после 60 лет.

## Роли в кино
Дебютировал как киноактёр студии Киргизфильм в 1972 году.
- 1972 — Я — Тянь-Шань — эпизод
- 1972 — У старой мельницы — Капар-Агай
- 1975 — Дорога в Кара — Кийик — Борубай
- 1975 — Белый пароход — Момун
- 1977 — Улан — отец Азата
- 1977 — Буйный «Лебедь» — Сапар
- 1978 — Конец императора тайги — дед Никто, знахарь
- 1978 — Каныбек — эпизод (нет в титрах)
- 1979 — Дуэль под чинарой — дед Тиркаш
- 1981 — Не ставьте Лешему капканы… — старик
- 1982 — Тринадцатый внук
- 1983 — Дом под луной — Шаубай
- 1983 — Волчья яма — чабан
- 1984 — Песнь о любви — эпизод
- 1985 — Я тебя помню — эпизод
- 1986 — Верить и знать — аксакал
- 1988 — Все мы немножко лошади... — знахарь
- 1988 — Фонтан — Сатыбалды Кербабаевич Кербабаев, туркменский мелиоратор, тесть Лагутина, отец Майи
- 1989 — Последнее путешествие Каипа — главная роль
- 1990 — Плач перелётной птицы — Курман, почтальон
- 1992 — Сердца трёх — эпизод